# Kasulu (TC)
Kasulu (TC) (auch Kasulu Mjini oder Kasulu Town Council genannt) ist ein Distrikt der Region Kigoma in Tansania. Er grenzt im Norden und im Westen an den Distrikt Buhigwe und im Osten und im Süden an den Distrikt Kasulu.

## Geographie
Kasulu (TC) hat eine Fläche von 879 Quadratkilometern und 238.321 Einwohner (Volkszählung 2022). Der Distrikt liegt auf einem Plateau in der Höhe von 900 bis 1350 Meter. Im Westen steigt das Land gebirgig auf bis zu 1800 Meter an.
Das Klima in Kasulu ist tropisch und wird in der effektiven Klimaklassifikation als Aw bezeichnet. Jährlich fallen im Durchschnitt 1623 Millimeter Niederschläge, der Großteil davon in den Monaten Oktober bis April. Die Durchschnittstemperatur schwankt nur gering zwischen 20,1 Grad Celsius im Dezember und 23,1 Grad im September.

## Geschichte
Der Distrikt wurde 2012 eingerichtet.

## Verwaltungsgliederung
Der Distrikt besteht aus dem einen Wahlkreis Kasulu Mjini und 15 Bezirken (Kata):
- Heru Juu
- Kigondo
- Kimobwa
- Kumnyika
- Kumsenga
- Muganza
- Muhunga
- Murubona
- Murufiti
- Murusi
- Msambara
- Mwilamvya
- Nyumbigwa
- Nyansha
- Ruhita

## Bevölkerung
Die größte ethnische Gruppe sind die Ha. Aus wirtschaftlichen Gründen wanderten auch Chagga und Haya in den Distrikt ein.
Bei der Volkszählung 2012 hatte der Distrikt 208.244 Einwohner. Bis 2022 stieg die Bevölkerungszahl auf 238.321.

## Einrichtungen und Dienstleistungen
- Bildung: Für die Bildung der Bevölkerung sorgen 63 Vorschulen, 63 Grundschulen, 25 weiterführende Schulen und 7 Colleges.[8]
- Gesundheit: Im Distrikt befinden sich zwei Krankenhäuser, wovon eines staatlich ist und eines privat geführt wird. Daneben gibt es ein Gesundheitszentrum und zwanzig Apotheken.[9]

## Wirtschaft und Infrastruktur
Das jährliche Durchschnittseinkommen im Distrikt beträgt 685.000 TSh.
- Landwirtschaft: Rund 85 Prozent der Bevölkerung sind von der Landwirtschaft abhängig. Die wichtigsten Früchte zur Selbstversorgung sind Mais, Bohnen, Maniok, Süßkartoffeln und Bananen. Verkauft werden überwiegend Kaffee, Tabak und Zuckerrohr.[10] An Haustieren werden vor allem Hühner, Ziegen und Rinder gehalten.[11]
- Industrie und Handel: Im Distrikt befinden sich 98 registrierte Unternehmen sowie 11 Groß- und 730 Einzelhändler.[12]
- Flugplatz: In der Stadt Kasulu gibt es einen kleinen von Tanzania Airport Authority betriebenen Flughafen mit einer Natur-Landabahn.[13]
- Straße: Von Kasulu führt eine asphaltierte Nationalstraße nach Kigoma. Die Straße nach Kibondo im Norden ist eine Naturstraße.[14]
- Elektrizität: Der Distrikt ist nicht an das nationale Elektrizitätsnetz angeschlossen. Die Versorgung mit Strom erfolgt durch ein lokales thermisches 2,5-MW-Kraftwerk.[13]